# Uverito (Guárico)
Pour les articles homonymes, voir Uverito.
Uverito est la capitale de la paroisse civile d'Uverito de la municipalité de Camaguán de l'État de Guárico au Venezuela. 